# Твенебоа
Твенебоа, (англ. Tweneboa) — нефтегазоконденсатное месторождение в Гане, которое находится в акватории Гвинейного залива. Открыто в 2009 года. Глубина океана в районе месторождения достигает 1,2—1,4 км.
Нефтеносность связана с отложениями мелового возраста. Начальные запасы нефти составляют 150 млн тонн. Суммарная мощность продуктивного разреза - 250 м.
Оператором Дипуотер-Тано является американская нефтяная компания Tullow Oil (49,95 %). Другими участники проекта являются Anadarko Petroleum (18 %), Kosmos Energy (18 %), Ghana National Petroleum Corporation (10,0 %) и Sabre Oil & Gas (4,05 %).